# Piñeiro (Cuntis)
Piñeiro (oficialmente San Mamede de Piñeiro) es una parroquia española del municipio de Cuntis, perteneciente a la provincia de Pontevedra, en la comunidad autónoma de Galicia.

## Toponimia
El lugar puede aparecer referido como «Piñeiro», «San Mamede de Piñeiro», «Belay», «San Mamed de Piñeiro» y «San Mamed de Belay».

## Historia
Hacia mediados del siglo XIX, el lugar, por entonces referido como una feligresía, tenía contabilizada una población de 720 habitantes. Aparece descrito en el decimotercer volumen del Diccionario geográfico-estadístico-histórico de España y sus posesiones de Ultramar de Pascual Madoz con las siguientes palabras:

PIÑEIRO ó BELAY (San Mamed): felig. en la prov. de Pontevedra (4 1/2 leg.), part. jud. de Caldas de Reyes (1 1/2), dióc. de Santiago (4 1/2), ayunt. de Baños de Cuntis (1/4): sit. en la falda del monte Jesteiras; reinan principalmente los aires del N. y S.; clima sano. Tiene 120 casas en las ald. de Belay, Gontad, Iglesia, Gumarey, Montesandeo, Sobreira, Soutelo, Tojeira, y Toucedo. La igl. parr. (San Mamed), es aneja de la de San Felix de Estacas. Confina por N. Sta. Eulalia de Portela; E. San Verisimo de Arcos; S. Troanes, y O. monte Jesteiras. Nacen en él 3 riach. que luego confluyen en el que pasa por la cap. del ayunt. Atraviesa por esta parr. el camino que desde Padron (Coruña), se dirige á la Estrada. prod.: maiz, centeno, patatas, y pastos; hay ganado vacuno; caza de perdices, liebres, y conejos, y pesca de truchas. ind.: la agricola y molinos harineros. comercio: estraccion de maiz y ganado vacuno para Villagarcia y Padron. pobl.: 120 vec., 720 alm. contr.: con su ayunt. (V.).
(Madoz, 1849, p. 49)

En 2022, tenía empadronados 311 habitantes.

## Patrimonio
Hay en la parroquia una iglesia de San Mamed.